# 얀 쿠흐타
얀 쿠흐타(체코어: Jan Kuchta, 1997년 1월 8일 ~ )는 덴마크 클럽 미트윌란과 체코 국가대표팀에서 공격수로 활약하고 있는 체코의 프로 축구 선수이다.

## 구단 경력

### 슬라비아 프라하
쿠흐타는 2015년 11월 8일에 열린 보헤미안스와의 경기에서 슬라비아 프라하 소속으로 체코 1부 리그 데뷔 전을 치렀다.
2019년 1월, 그는 2020년 6월까지 임대로 테플리체에 입단했다.
2020년 2월, 쿠흐타는 슬로반 리베레츠와 영구 계약을 체결했다. 2020년 7월, 쿠흐타는 슬라비아 프라하와 재계약을 체결했다. 쿠치타는 2020-21년 체코 1부 리그를 15골을 기록하며 아담 흘로제크와 함께 공동 득점왕으로 마무리했다. 2021년 5월 29일, 시즌 마지막 경기에서 쿠흐타는 팀의 결승골을 디나모 체스케부데요비체를 상대로 득점하여 슬라비아의 리그 무패 시즌을 확정지었다. 라이벌 스파르타 프라하가 2009-10년 시즌을 기록한 이후 체코 클럽이 이 이정표에 도달한 것은 처음이다.

### 로코모티프 모스크바
2022년 1월 12일, 쿠흐타는 러시아 프리미어리그의 로코모티프 모스크바와 2026년까지 계약을 맺었다.
그는 2022년 3월 6일, 힘키와의 경기에서 로코모티프 소속으로 리그 데뷔 전을 치렀고, 결승골을 넣어 3-2 승리를 이끌었다. 하지만, 그는 슬라비아 소속으로 치른 마지막 경기에서 퇴장당해 받은 실격을 당하지 않았고, FIFA 규정에 따라 출전 자격이 없다고 힘키는 항의서를 제출했다. 2022년 3월 10일 러시아 축구 연맹에 따르면, 쿠흐타는 러시아 컵 경기 출전 자격이 박탈되었어야 했다. 로코모티프는 3월 3일 예니시 크라스노야르스크와의 경기에서 체코 규정에 따라 컵 경기까지 실격이 연장되기 때문에 러시아 규정에는 없지만, "한 리그 또는 컵 경기"가 아닌 "한 리그 또는 컵 경기"로 기술적으로 실격 당했다. 로코모티프는 실격 내용을 담은 문서를 리그에 제출하지 않았고, 구단은 이적 기간 동안 받지 못했다고 주장했으며, 러시아 축구 연맹으로부터 컵 경기 출전을 허용받았다. 그의 실격은 FIFA 규정에 따라 실제로 경기에 출전했음에도 불구하고 그 경기 이후에 나온 것으로 간주된다. 힘키는 숙박을 항소로 간주했다.

### 스파르타 프라하
2022년 6월, 쿠흐타는 영구 이적 옵션과 함께 스파르타 프라하에 1년 장기 임대로 합류했다. 체코 1부 리그 스파르타 프라하에서의 첫 경기(슬로반 리베레츠와의 홈 경기 2-1 패배)에서 그는 리베레츠 골키퍼 올리비에 블리젠의 머리를 밟았고 옐로 카드를 받았는데, 심판은 비디오 영상을 본 후 레드 카드로 변경했다. 쿠흐타는 LFA 징계위원회에 의해 리그 5경기 출전이 금지되었다.  쿠흐타가 속한 클럽은 그의 금지에 대해 항소했지만, 항소는 2022년 8월 11일 항소위원회에 의해 기각되었다.
쿠흐타는 2014년 이후 첫 번째 챔피언십 우승을 도왔다.
2023년 6월, 스파르타는 대출 계약에서 매수 옵션을 행사하여 쿠흐타와 다년 계약을 체결했다.
2024년 5월, 쿠흐타는 두 시즌 만에 두 번째 챔피언십 우승과 국내 컵 대회 우승을 도왔다. 그는 리그 축구 협회에 의해 2023-24년 시즌의 공격수로 선정되었다.

### 미트윌란
2024년 8월 31일, 쿠흐타는 덴마크 수페르리가 클럽 미트윌란과 2028년까지 계약을 체결했다.

## 국가대표팀 경력
쿠흐타는 2021년 10월 8일, 웨일스와의 2022년 FIFA 월드컵 예선 전에서 체코 국가대표팀 데뷔 전을 치렀다.
2023년 11월 19일, 블라디미르 초우팔과 야쿠프 브라베츠가 몰도바와의 UEFA 유로 2024 예선 전을 이틀 앞두고 클럽에 나갔다는 주장이 제기되면서 체코 국가대표팀에서 퇴출되었다.
그는 UEFA 유로 2024에 참가할 이반 하셰크 감독의 26명의 체코 국가대표팀 명단에서 선정되었다. 포르투갈과의 첫 경기에서 그는 조지아와의 두 번째 경기에 출전하지 않고 튀르키예와의 마지막 경기에서 대체 선수로 출전하지만 1라운드부터 팀과 함께 탈락했다.